# Werner Bertheau
Werner Bertheau (* 10. September 1906 in Hanau; † 22. Oktober 1997 in Waiblingen) war ein deutscher Verwaltungsjurist und Politiker (CDU).

## Werdegang
Bertheaus Sohn eines Oberregierungsrats. Von 1912 bis 1918 besuchte er das Lyzeum in Straßburg, von 1918 bis 1925 das Schiller-Realgymnasium in Berlin. Anschließend studierte er Rechtswissenschaften. Ab 1929 absolvierte Bertheau sein Referendariat, 1934 wurde er Gerichtsassessor. Bis 1937 war er Regierungsassessor bei der Zweigstelle „Treuhänder der Arbeit“ in Stuttgart. Am 5. Juli 1937 beantragte er die Aufnahme in die NSDAP und wurde rückwirkend zum 1. Mai desselben Jahres aufgenommen (Mitgliedsnummer 5.645.393). 1937 schied er aus dem Reichsdienst aus und ging als Rechtsreferent zur Metallfirma Kreidler in Stuttgart. Von 1939 bis 1946 leistete er Kriegsdienst, die letzten eineinhalb Jahre als Kriegsgefangener.
Nach Krieg und Gefangenschaft war er von 1947 bis 1950 im württemberg-badischen Wirtschaftsministerium tätig, zuletzt als Oberregierungsrat. Von 1950 bis 1972 war er Landrat des Landkreises Waiblingen und nach Inkrafttreten der Kreisgebietsreform bis Oktober 1973 Amtsverweser des neu gebildeten Rems-Murr-Kreises. Bei der Landtagswahl 1960 errang er ein Zweitmandat im Wahlkreis Waiblingen I, verlor dieses allerdings nach einer Nachwahl am 12. März 1961 wieder.
Von 1968 bis zum Eintritt in den Ruhestand 1973 war er Präsident des Landkreistags Baden-Württemberg.

## Ehrungen
- 1972: Großes Verdienstkreuz der Bundesrepublik Deutschland
- 1977: Verdienstmedaille des Landes Baden-Württemberg